# 波西亞格瓦
50°33′17″N 26°26′44″E / 50.55472°N 26.44556°E
波西亞格瓦（烏克蘭語：Посягва），是烏克蘭西北部的村莊，隸屬里夫內州的里夫內區。該村始建於1665年，面積1.31平方公里，海拔高度216米，2001年人口404，人口密度每平方公里308.9人。